# Orthoprotella tasmaniensis
Orthoprotella tasmaniensis is een vlokreeftensoort uit de familie van de Caprellidae. De wetenschappelijke naam van de soort is voor het eerst geldig gepubliceerd in 1954 door Guiler.